# The Great Revival (álbum)
The Great Revival es el sexto álbum de estudio de la banda estadounidense de rap metal Stuck Mojo. Fue lanzado por Napalm Records el 28 de noviembre de 2008, conteniendo lo que ha sido descrito como uno de los trabajos más pesados de la banda, así como algunas de las canciones más "comercialmente teñidas de la banda". Según el guitarrista Rich Ward, "Para este álbum empecé con 19 canciones ideadas, algunas muy pesadas y otras mucho más melódicas y experimentales. Las canciones que contiene el álbum fueron las que se reunieron en el plazo que tenía que cumplir para su lanzamiento, dejando seis o siete canciones muy buenas para el próximo álbum." "Country Road" se basó en la canción de John Denver "Take Me Home, Country Roads". Se creó toda una nueva canción alrededor del coro de la canción de Denver.

## Lista de canciones
1. "Worshipping a False God" — 0:25
2. "15 Minutes of Fame" — 4:24
3. "Friends" — 5:31
4. "The Flood" — 5:43
5. "Now That You're All Alone" — 4:00
6. "There's a Doctor in Town" — 0:58
7. "The Fear" — 1:55
8. "There's a Miracle Comin'" —2:00
9. "Country Road" — 4:40
10. "Invincible" — 4:15
11. "Superstar Part 1 (The Journey Begins)" — 4:22
12. "Superstar Part 2 (The World of Egos and Thieves)" — 3:50